# Craniometria

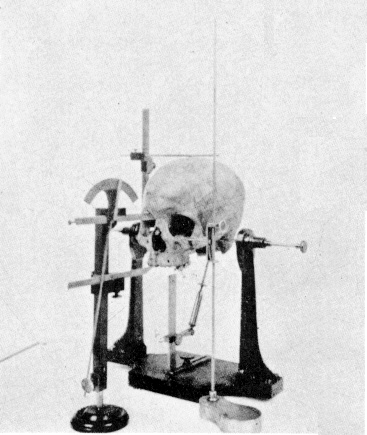

Craniometria, também conhecida como craniologia, é uma subdivisão da Antropologia que estuda as características do crânio humano.
No século XIX, os britânicos usaram a craniometria para justificar as políticas racistas contra os irlandeses e os Africanos, que consideravam raças inferiores. Os crânios irlandeses teriam a forma dos homens de  Cro-Magnon e eram aparentados dos macacos, prova da sua inferioridade, tal como dos Africanos.
No século XX, os nazistas usaram craniometria e antropometria para distinguir arianos de não-arianos.